# Michał Paluta
Michał Paluta (Strzelce Krajeńskie, Voivodat de Lubusz, 4 d'octubre de 1995) és un ciclista polonès, professional des del 2015. Combina la carretera amb el ciclocròs. En el seu palmarès destaca el Campionat nacional en ruta del 2019.

## Palmarès en ruta
- 2013
  -  Campió de Polònia júnior en contrarellotge
- 2015
  -  Campió de Polònia sub-23 en ruta
- 2016
  -  Campió de Polònia sub-23 en ruta
  - Vencedor d'una etapa a la Carpathia Couriers Path
- 2019
  -  Campió de Polònia en ruta

### Resultats a la Volta a Espanya
- 2020. 118è de la classificació general